# Relais 4 × 400 mètres mixte aux Jeux olympiques d'été de 2024
Pour des articles plus généraux, voir Athlétisme aux Jeux olympiques d'été de 2024 et Relais 4 × 400 mètres aux Jeux olympiques.
Navigation
Tokyo 2020 Los Angeles 2028
L'épreuve du relais 4 × 400 mètres mixte aux Jeux olympiques de 2024 se déroule les 2 et 3 août 2024 au Stade de France, au nord de Paris, en France.

## Records
Avant cette compétition, les records dans cette discipline étaient les suivants : 
| Record du monde  | Wilbert London, Allyson Felix, Courtney Okolo, Michael Cherry (USA)                | 3 min 9 s 34 | Doha  | 29 septembre 2019 |
| Record olympique | Karol Zalewski, Natalia Kaczmarek, Justyna Święty-Ersetic, Kajetan Duszyński (POL) | 3 min 9 s 87 | Tokyo | 31 juillet 2021   |

## Qualifications
| Équipes qualifiées lors des Relais mondiaux 2024 |
| --- |
| - Pays-Bas - République dominicaine - États-Unis - Nigeria - Irlande - Belgique - Pologne - France - Bahamas - Grande-Bretagne - Allemagne - Suisse - Jamaïque - Ukraine |

## Programme
| Date            | Horaire | Manche       |
| --------------- | ------- | ------------ |
| Vendredi 2 août | 17 h 40 | Premier tour |
| Samedi 3 août   | 19 h 00 | Finale       |

## Médaillés
| Or       | Argent     | Bronze          |
| Pays-Bas | États-Unis | Grande-Bretagne |

## Résultats

### Premier tour
| Rang | Couloir | Pays       | Athlète                                                                                | Temps de réaction | Temps         | Notes |
| ---- | ------- | ---------- | -------------------------------------------------------------------------------------- | ----------------- | ------------- | ----- |
| 1    | 6       | États-Unis | Vernon Norwood, Shamier Little, Bryce Deadmon, Kaylyn Brown                            | 0.188             | 3 min 07 s 41 | Q, WR |
| 2    | 8       | France     | Muhammad Abdallah Kounta, Louise Maraval, Téo Andant, Amandine Brossier                | 0.161             | 3 min 10 s 60 | Q, NR |
| 3    | 7       | Belgique   | Jonathan Sacoor, Helena Ponette, Kevin Borlée, Naomi van den Broeck                    | 0.144             | 3 min 10 s 74 | Q, NR |
| 4    | 2       | Jamaïque   | Reheem Hayles, Junelle Bromfield, Zandrion Barnes, Stephenie Ann McPherson             | 0.151             | 3 min 11 s 06 | q, NR |
| 5    | 5       | Pologne    | Maksymilian Szwed, Marika Popowicz-Drapala, Karol Zalewski, Justyna Swiety-Ersetic     | 0.181             | 3 min 11 s 43 | q, SB |
| 6    | 9       | Suisse     | Charles Devantay, Giulia Senn, Lionel Spitz, Yasmin Giger                              | 0.138             | 3 min 12 s 77 | NR    |
| 7    | 3       | Kenya      | David Sanayek Kapirante, Veronica Kamumbe Mutua, Boniface Ontuga Mweresa, Mercy Chebet | 0.181             | 3 min 13 s 13 |       |
| 8    | 4       | Bahamas    | Wendell Miller, Javonya Valcourt, Alonzo Russell, Quincy Penn                          | 0.180             | 3 min 14 s 58 |       |

| Rang | Couloir | Pays                   | Athlète                                                                      | Temps de réaction | Temps         | Notes |
| ---- | ------- | ---------------------- | ---------------------------------------------------------------------------- | ----------------- | ------------- | ----- |
| 1    | 4       | Grande-Bretagne        | Samuel Reardon, Laviai Nielsen, Alex Haydock-Wilson, Nicole Yeargin          | 0.213             | 3 min 10 s 61 | Q, NR |
| 2    | 6       | Pays-Bas               | Eugene Omalla, Lieke Klaver, Isaya Klein Ikkink, Cathelijn Peeters           | 0.172             | 3 min 10 s 81 | Q     |
| 3    | 3       | Italie                 | Luca Sito, Anna Polinari, Edoardo Scotti, Alice Mangione                     | 0.177             | 3 min 11 s 59 | Q     |
| 4    | 5       | Nigeria                | Samuel Ogazi, Ella Onojuvwevwo, Ifeanyi Emmanuel Ojeli, Patience Okon George | 0.221             | 3 min 11 s 99 | NR    |
| 5    | 7       | Irlande                | Christopher O'Donnell, Sophie Becker, Thomas Barr, Sharlene Mawdsley         | 0.165             | 3 min 12 s 67 |       |
| 6    | 2       | Ukraine                | Oleksandr Pohorilko, Tetyana Melnyk, Danylo Danylenko, Maryana Shostak       | 0.199             | 3 min 15 s 51 |       |
| 7    | 9       | Allemagne              | Jean Paul Bredau, Alica Schmidt, Manuel Sanders, Eileen Demes                | 0.222             | 3 min 15 s 63 |       |
| 8    | 8       | République dominicaine | Erick Sanchez, Milagros Duran, Robert King, Anabel Medina Ventura            | 0.174             | 3 min 18 s 39 |       |

### Finale
| Rang                                | Couloir | Pays            | Athlètes                                                                         | Temps de réaction | Temps         | Notes |
| ----------------------------------- | ------- | --------------- | -------------------------------------------------------------------------------- | ----------------- | ------------- | ----- |
| Médaille d'or, Jeux olympiques      | 7       | Pays-Bas        | Eugene Omalla, Lieke Klaver, Isaya Klein Ikkink, Femke Bol                       | 0.206             | 3 min 07 s 43 | AR    |
| Médaille d'argent, Jeux olympiques  | 5       | États-Unis      | Vernon Norwood, Shamier Little, Bryce Deadmon, Kaylyn Brown                      | 0.177             | 3 min 07 s 74 |       |
| Médaille de bronze, Jeux olympiques | 8       | Grande-Bretagne | Samuel Reardon, Laviai Nielsen, Alex Haydock-Wilson, Amber Anning                | 0.239             | 3 min 08 s 01 | NR    |
| 4                                   | 4       | Belgique        | Alexander Doom, Helena Ponette, Jonathan Sacoor, Naomi van den Broeck            | 0.152             | 3 min 09 s 36 | NR    |
| 5                                   | 2       | Jamaïque        | Reheem Hayles, Junelle Bromfield, Zandrion Barnes, Stephenie Ann McPherson       | 0.166             | 3 min 11 s 67 |       |
| 6                                   | 9       | Italie          | Luca Sito, Giancarla Trevisan, Edoardo Scotti, Alice Mangione                    | 0.177             | 3 min 11 s 84 |       |
| 7                                   | 3       | Pologne         | Maksymilian Szwed, Justyna Swiety-Ersetic, Karol Zalewski, Alicja Wrona-Kutrzepa | 0.175             | 3 min 12 s 39 |       |
| -                                   | 6       | France          | Muhammad Abdallah Kounta, Louise Maraval, Fabrisio Saidy, Amandine Brossier      | 0.154             | DQ            |       |

## Légende
Records et Performances
- AR : Record continental (area record)
- CR : Record des championnats (championship record)
- MR : Record du meeting (meet record)
- NR : Record national (national record)
- OR : Record olympique (olympic record)
- PR : Record paralympique (paralympic record)
- PB : Record personnel (personal best)
- SB : Meilleure performance personnelle de la saison (season's best)
- WL : Meilleure performance mondiale de l'année (world leader)
- WJR : Record du monde junior (world junior record)
- WR : Record du monde (world record)

Circonstances et Conditions
- DNF : N'a pas terminé (did not finish)
- DNS : N'a pas pris le départ (did not start)
- DQ : Disqualification (disqualification)
- NM : Aucun essai valable enregistré (No Mark)
- Q : Qualifié « directement » au prochain tour (ou à la prochaine compétition), lors d'une compétition majeure, grâce au classement ou à la réalisation des minima (automatic qualifier)
- q : Qualifié au prochain tour (ou à la prochaine compétition), lors d'une compétition majeure, grâce au repêchage ou à la réalisation de l'une des meilleures performances parmi celles des « non qualifiés directement » (grâce au meilleur temps ou à la meilleure distance par exemple) (secondary qualifier)